# Dorothy Detzer
Dorothy Detzer, née le 1er décembre 1893 à Fort Wayne (Indiana) et morte le 7 janvier 1981 à Monterey (Californie), est une féministe et pacifiste américaine. Elle dirige la section américaine de la Ligue internationale des femmes pour la paix et la liberté (LIFPL) entre 1924 et 1946.

## Biographie
Après ses études secondaires, Dorothy Detzer renonce à l'université pour voyage en Extrême-Orient et vivre un temps aux Philippines. De retour aux États-Unis, elle s'installe à la Hull House de Chicago, fréquentant la Chicago School of Civic and Philanthropy et travaillant à l'Association pour la protection des mineurs.
À la fin de la Première Guerre mondiale, elle passe une année en Autriche à faire des travaux de secours pour l'American Friends Service Committee (AFSC). Elle reste ensuite deux ans en Russie en tant qu'administratrice de l'AFSC au sujet de la famine dans la vallée de la Volga. Voyant les ravages de la guerre et après avoir perdu son frère jumeau, Don, qui avait été gazé pendant le premier conflit mondial et est mort d'une rave maladie, elle comprend que le travail social ne suffisait pas et qu'elle devait s'impliquer dans le militantisme pacifiste. À son retour aux États-Unis, en 1924, elle devient donc secrétaire nationale exécutive de la section américaine de la Ligue internationale des femmes pour la paix et la liberté.
Elle fait pression pour l'ouverture de nombreuses enquêtes législatives, notamment celle lancée par le sénateur Gerald Nye sur l'industrie des munitions (1933-1936). Elle a contribué à attirer l'attention du public sur l'exploitation des pays africains, en particulier l'Éthiopie et le Libéria, par des concessions commerciales des États-Unis et a été décorée de l'ordre humanitaire de la rédemption africaine par le gouvernement libérien en 1933 pour ces efforts. Elle a également permis la nomination d'une femme (Mary Woolley) au sein de la délégation américaine à la Conférence mondiale pour le désarmement (1932), a travaillé pour la reconnaissance de la Russie comme membre de la communauté internationale, a milité pour la liberté de Cuba contre l'intervention américaine et a défendu la neutralité américaine alors que se dessinait la Seconde Guerre mondiale.
Ces deux décennies de combats sont relatés dans son livre Appointment on the Hill (Rendez-vous sur la colline, 1948) qui a été écrit l'année après sa démission de son poste à la LIFPL. Elle a épousé Ludwell Denny, un journaliste, en 1954 et a passé les années suivantes comme correspondante étrangère en freelance. Peu de temps avant la mort de son mari, en 1970, elle quitte avec lui Washington, D.C. pour la côte ouest, résidant à Monterey (Californie) jusqu'à sa mort.

## Sources
- (en) Cet article est partiellement ou en totalité issu de l’article de Wikipédia en anglais intitulé « Dorothy Detzer » (voir la liste des auteurs).